# Paradise Lost (албум групе Symphony X)
Paradise Lost је седми албум групе Симфони Екс који је изашао 26. јуна 2007.

## Извођачи
- Расел Ален (Russell Allen) - вокали
- Мајкл Ромео (-{Michael Romeo-}) - све електричне и акустичне гитаре, клавијатуре и програмирање
- Мајкл Пинела (Michael Pinnella) - клавир, клавијатуре
- Мајкл Лепонд (Michael Lepond) - бас-гитара
- Џејсон Руло (Jason Rullo) - бубњеви